# Jon Bentley
Jon Louis Bentley (ur. 20 lutego 1953 w  Long Beach, California) – amerykański informatyk.
Zdobył tytuł bakałarza w 1974 na Stanford University. Tytuł magistra i doktora (1976) zdobył na University of North Carolina. Ma tytuł profesora matematyki i informatyki Carnegie Mellon University.
Bentley został uhonorowany nagrodą Dr. Dobbs' Journal Excellence in Programming w 2004 r.
Napisał serię felietonów pt. Programming Pearls w Communications of the ACM, na podstawie których powstały dwie książki o tym samym tytule. Bentley opublikował ponad 200 artykułów. Książka Programming Pearls zawiera algorytm wyszukiwania binarnego z błędem, który wykryto około 20 lat po publikacji.